# Томгипротранс
Томский проектно-изыскательский институт транспортного строительства ОАО «Томгипротранс» основан в 1935 году,
когда многочисленные изыскательские и проектные организации страны были объединены под знаком Всесоюзного проектно-изыскательского объединения «Союзтранспроект». Это один из старейших институтов в Сибири и первый проектный институт в городе Томске.

## История

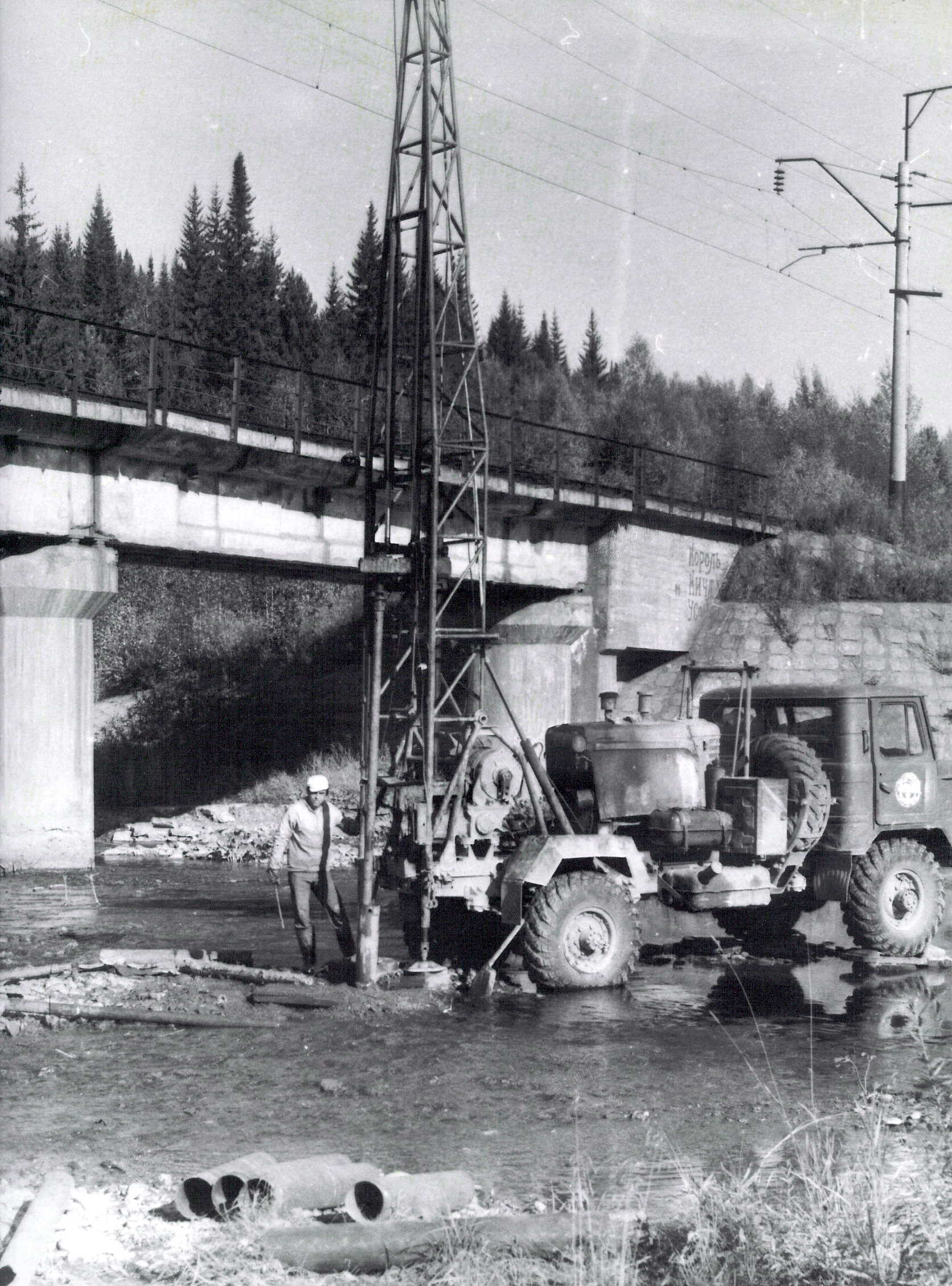
Бурение под опоры на железнодорожной линии Абакан — Тайшет

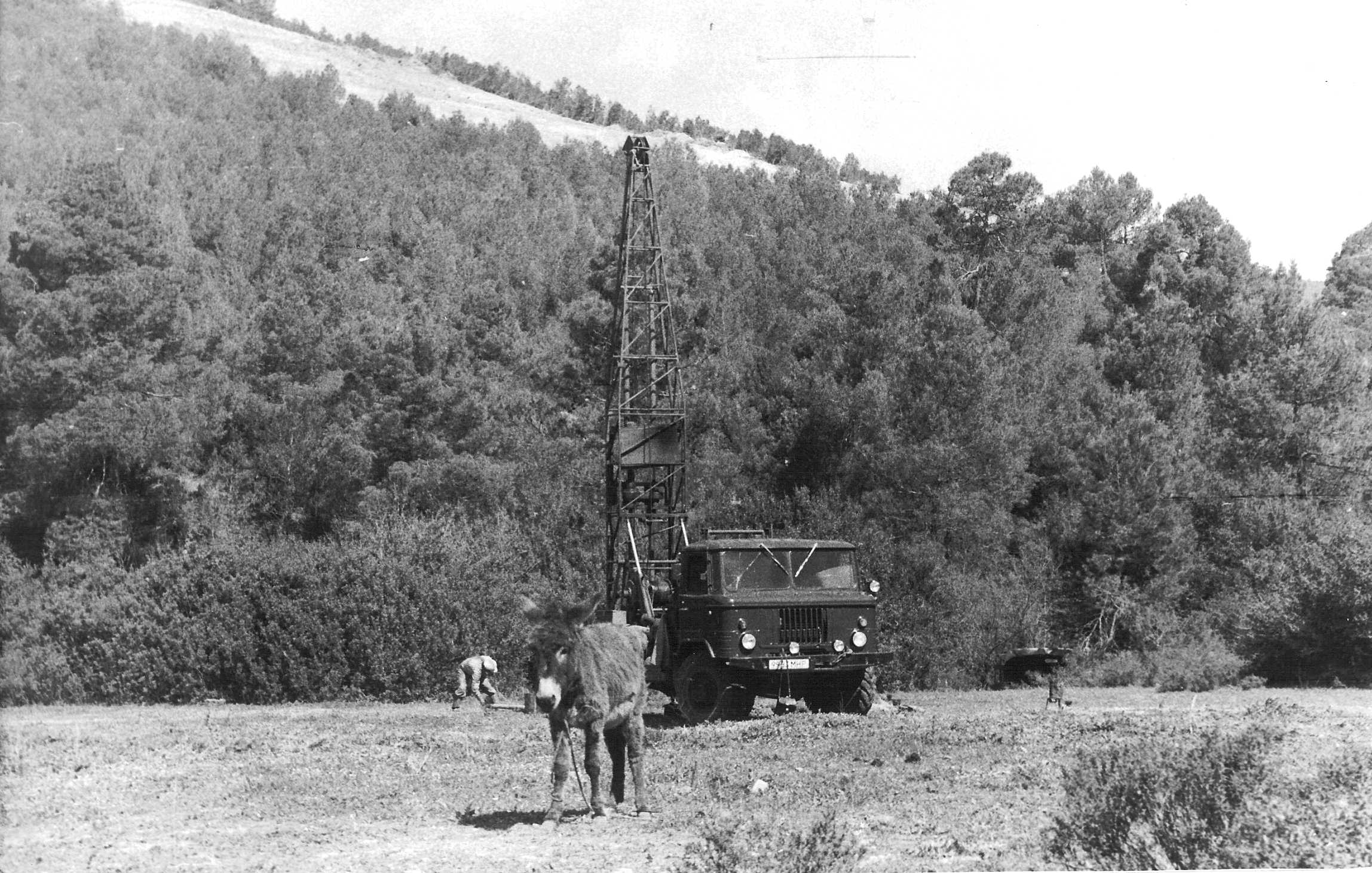
Бурение «Алжир»

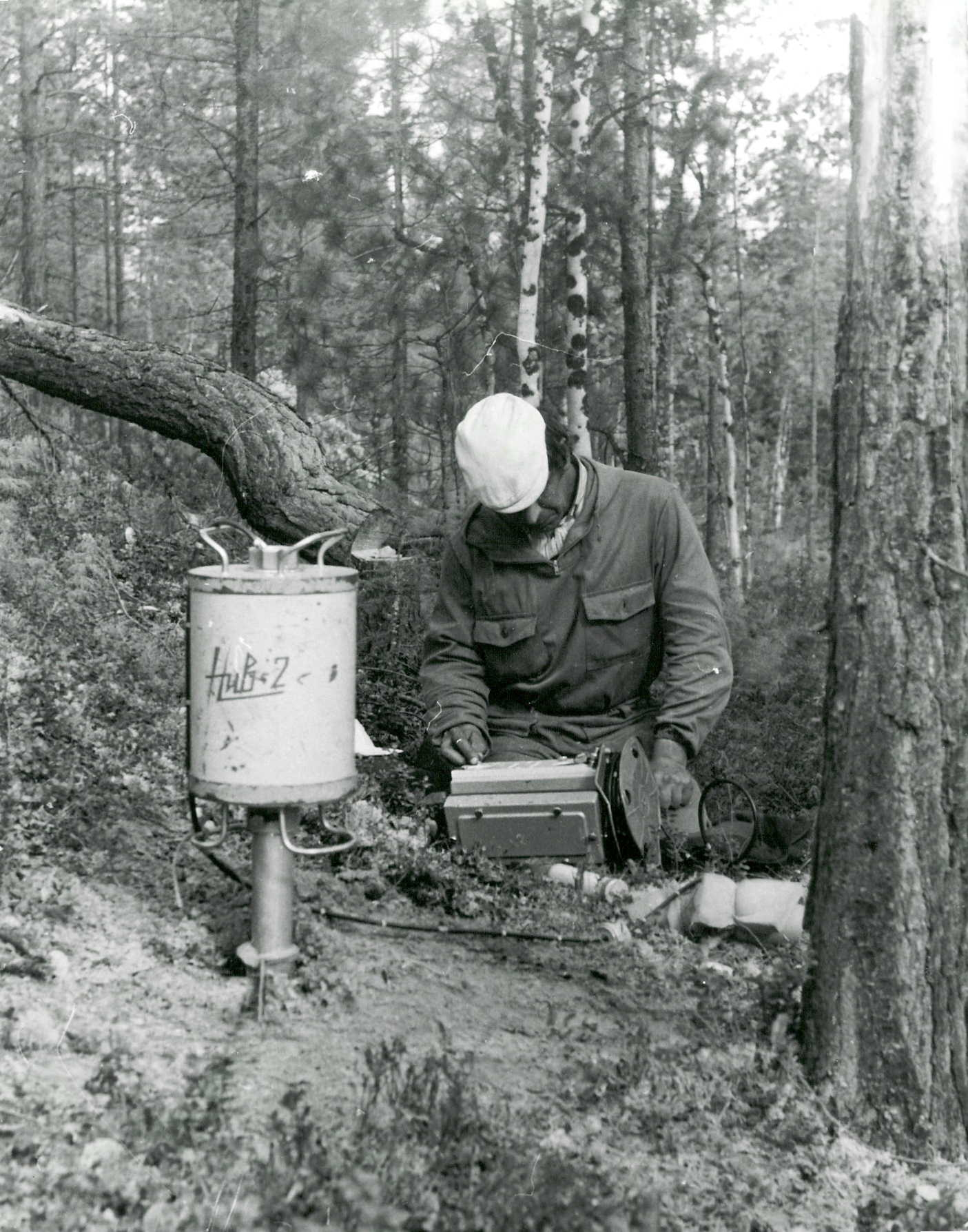
Исследование физических свойств грунтов в естественном залегании, радиоизотопными методами.
Автодорога Уренгой — Надым — Советский, 1982 г.

В 1936 году в Томске было организовано Томское бюро изысканий, которое входило в состав Сибтранспроекта, как структурное подразделение.
В 1938 году был создан БАМтранспроект, куда передали Томское бюро изысканий Сибтранспроекта, которое стало именоваться Томским отделением БАМтранспроекта.
В 1939 году Бамтранспроект был передан в распоряжение главного управления железнодорожного сообщения НКВД и стал именоваться БАМпроект ГУЖДС НКВД.
В июне 1943 года БАМпроект был переименован в Желдорпроект ГУЖДС НКВД.
В октябре 1945 года правительство страны приняло решение о продолжении строительства головного участка БАМа от станции Тайшет до станции Братск и на участке Братск — Лена.
В 1947 году Томское отделение переименовано в Томскую контору Желдорпроекта ГУЛЖДС МВД.
В 1948 году большая группа изыскателей и проектировщиков выехала в Монгольскую Народную Республику, на строящуюся дорогу Улан-Батор — Кяхта.
В 1949 году на основании постановления о начале строительства железной дороги Салехард — Игарка была организована Северная экспедиция, которая состояла из трёх экспедиций Обской, Нарымской, Енисейской.
В 1950 годы начались изыскания под технический проект железнодорожной линии Абакан — Тайшет (восточный участок).
В 1954 году Томская контора Желдорпроекта из министерства внутренних дел была передана министерству транспортного строительства.
В январе 1960 года Томская контора Желдорпроекта преобразована в Томский проектно-изыскательский институт транспортного строительства «Томгипротранс», который вошел на правах структурного подразделения в Главтранспроект министерства транспортного строительства.
В течение 1960—1970 годов институтом велись проектно-изыскательские работы по трём крупным объектам. Это Хребтовая — Усть-Илимская (214 км), Шушь — Кия — Шалтырь (9135 км), Асино — Белый Яр (197 км).
В 1967 году на основании Постановления ЦК КПСС и Совета Министров СССР от 24 марта 1967 года № 208—104 возобновились изыскательские и проектные работы по Байкало-Амурской магистрали, на участке от Лены до Байкальского хребта.
В 1970 году институтом были выполнены проектные работы по второму пути участка Торея-разъезд 17 — Турма железнодорожной линии Тайшет — Лена.
В 1977 году две изыскательские партии институт выполнял работы по изысканию трассы железнодорожной линии Абакан — Тайшет.
В 1993 году, по решению коллектива института, Томгипротранс преобразован из государственного учреждения в акционерное общество открытого типа Томсктранспроект.
В 1997 году АООТ Томсктранспроект решением акционерного собрания переименовано в открытое акционерное общество Томгипротранс.
ОАО "Томгипротранс" имеет свидетельства СРО о допуске к выполнению инженерных изысканий и проектных работ.
С 2006 года ОАО «Томгипротранс» внедрило и применяет систему менеджмента качества ISO 9001 в области комплексного проектирования для строительства зданий и сооружений I и II уровней ответственности, железных и автомобильных дорог, мостов, тоннелей, путепроводов, включая инженерные изыскания. Сертификат выдан органом по сертификации общества TUV SUD Management Service GmbH.
В 2019 году ОАО «Томгипротранс» покинула большая часть коллектива. Коллектив перешел в ООО "МОТП".
С 2021 года ОАО «Томгипротранс» не выплачивает заработную плату своим сотрудникам, а в октябре 2021 все оставшиеся сотрудники (около 120 человек) были сокращены. По факту невыплаты заработной платы Следственный комитет возбудил уголовное дело, идет проверка.
На 2022 год ОАО «Томгипротранс» не рассчитался со своими долгами (более 45 млн. руб) в том числе заработная плата сотрудников. Введена процедура банкротства.

## Деятельность
Главное направление деятельности ОАО «Томгипротранс» — транспортное строительство, в которое входят инженерные изыскания и комплексное проектирование железных и автомобильных дорог, объектов жилищного и гражданского строительства, мостов и других искусственных сооружений, линий связи, электропередачи и прочих коммуникаций.

## Основные заказчики
- Российские железные дороги
- Министерство транспорта Российской Федерации
- Администрация города Томска
- ОАО «УСК МОСТ»
- ОАО «СИБМОСТ»
- Енисейская промышленная компания
- ОАО «Мечел»

и другие крупные проектные, строительные и промышленные предприятия.

## Структура института

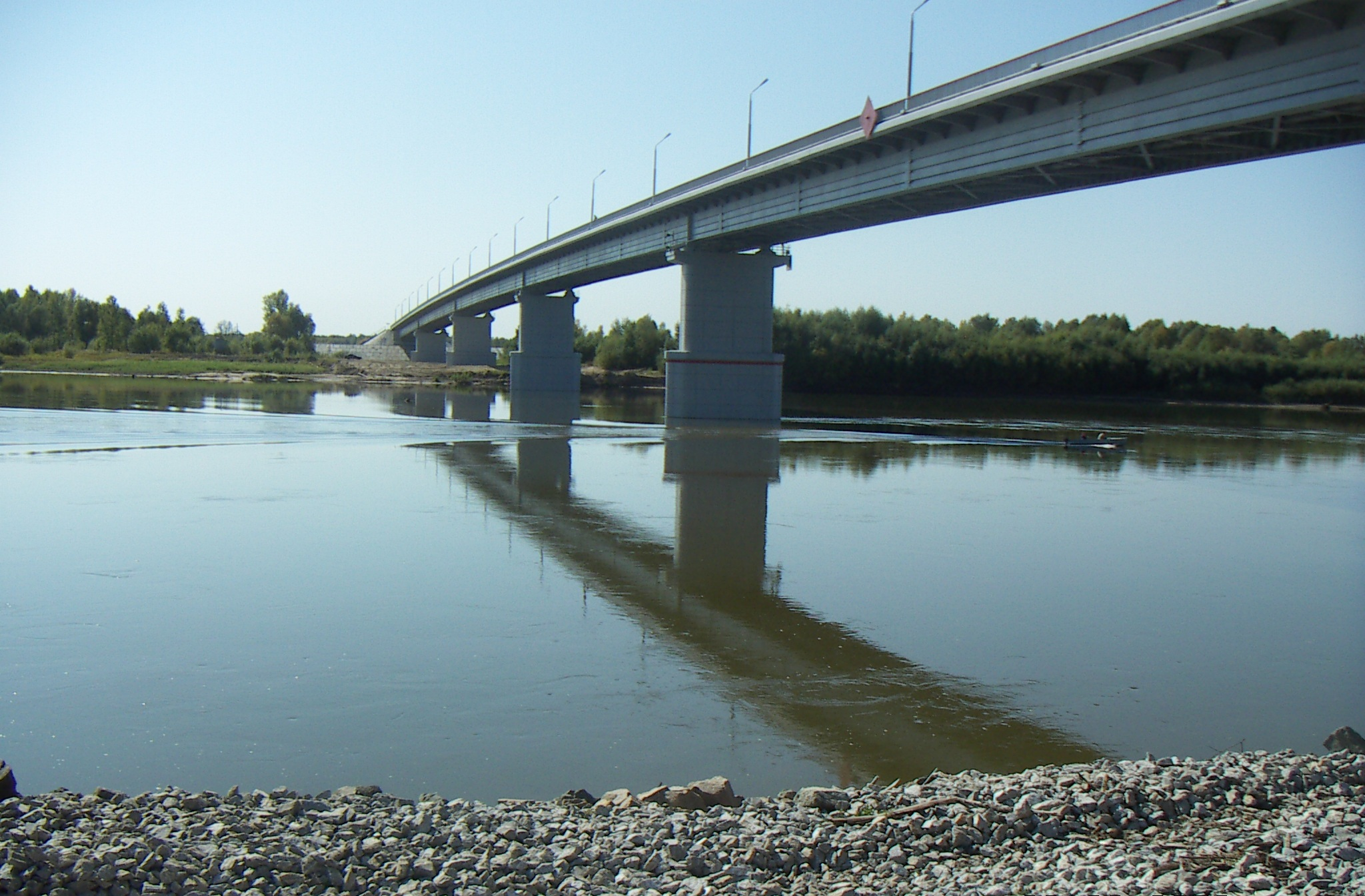
Мост через реку Чулым

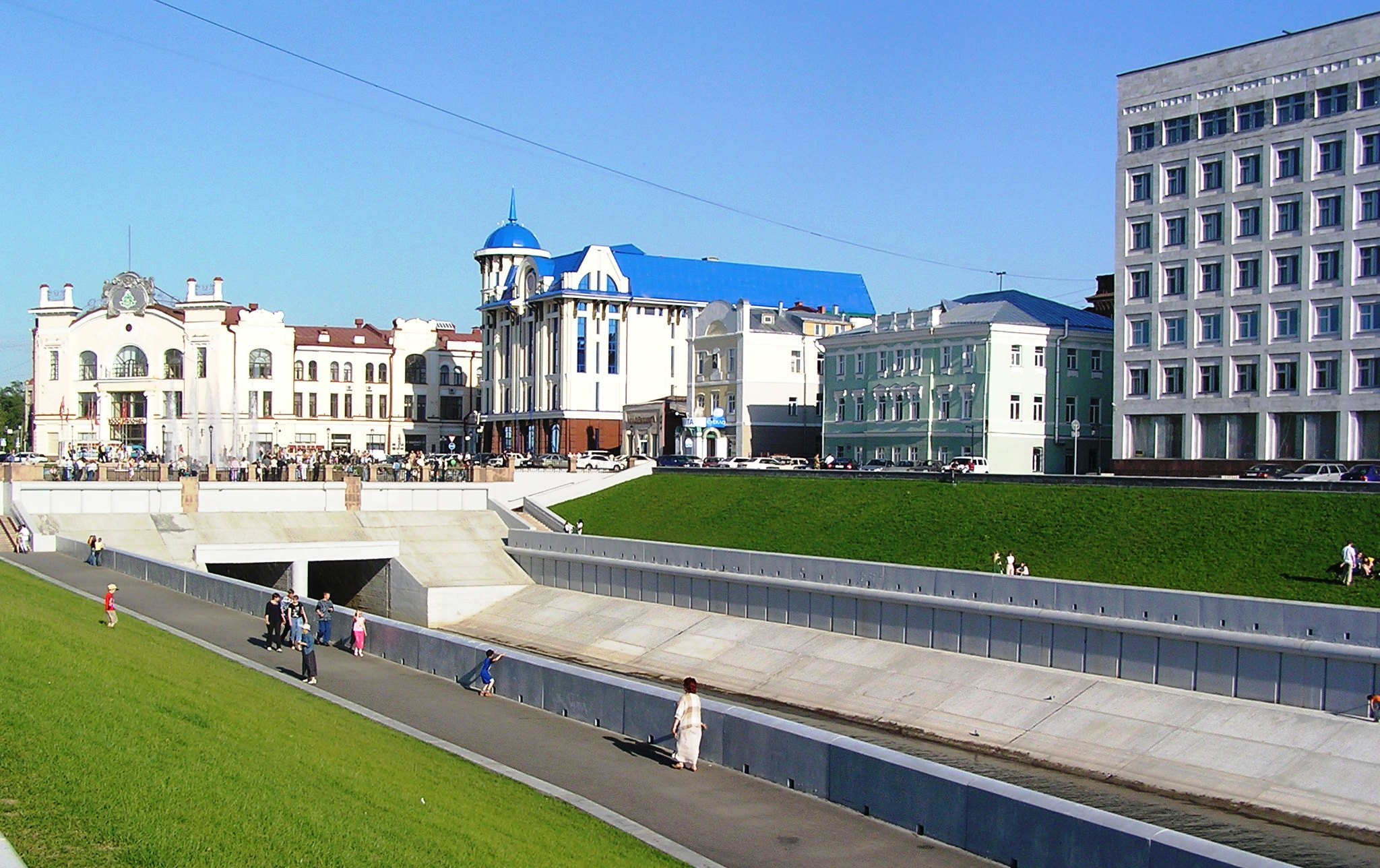
Набережная реки Ушайка

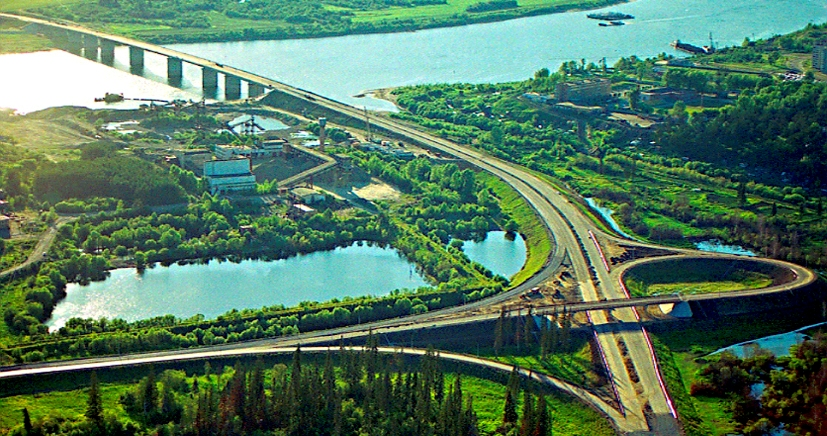
Северный мост через реку Томь

### Производственные подразделения
Отдел изысканий и проектирования дорог — укомплектован штатом высокопрофессиональных специалистов по проектированию автомобильных и железных дорог, ж.д. станций. Изыскательские подразделения отдела оснащены современной геодезической техникой: электронными тахеометрами, нивелирами зарубежных фирм, персональными компьютерами. Программное обеспечение позволяет создавать цифровые модели местности непосредственно в полевых условиях.
Отдел инженерной геологии — имеет в своем распоряжение буровое, геофизическое и лабораторное оборудование, позволяющее выполнять геологические работы в любом регионе.
Архитектурно-строительный отдел — занимается проектированием производственных, служебно-технических, жилых и общественных зданий, в том числе, в сложных инженерно-геологических и климатических условиях. Проектированием внутренних и наружных инженерных сетей и оборудования. Техническое обследование и проектирование капитального ремонта и реконструкции зданий. Включает в себя группы: архитектурно-строительную, генплана, теплоснабжения, водопровода и канализации.
Отдел мостов — занимается проектированием больших и малых мостов и искусственных сооружений.
Электротехнический отдел — выполняет работы по электрификации ж.д., весь комплекс работ по городскому электротранспорту, КИП и автоматика, проектирование ВЛ-110кВ и подстанций 10-220кВ. Включает в себя группы: контактной сети, тяговых подстанций, электроснабжения. Проектирует устройства СЦБ и связи для ж.д. транспорта и гражданских сооружений, в том числе волоконно-оптические линии связи. Состоит из следующих групп: связи и СЦБ.

### Вспомогательные подразделения
Планово-производственный отдел — Организация и контроль за исполнением договорных обязательств и формирование портфеля заказов.
Технический отдел — решение технических вопросов проектирования, обеспечение производственные отделы научно-технической информацией, хранение разработанной проектно-сметной документации.
Отдел механизации изыскательских работ — имеет в своем составе служебно-технические здания, гаражные боксы, складские помещения, мастерские для текущего ремонта буровой и транспортной техники. 
Отдел выпуска проектов — оснащен современными персональными компьютерами, сканерами, графопостроителями, позволяющими выпускать чертежи формата до А1, а также множительной и переплетной техникой.
Функциональные подразделения
Служба управления персоналом
Служба качества
Служба тендерного сопровождения и внешних связей

## Крупнейшие проекты

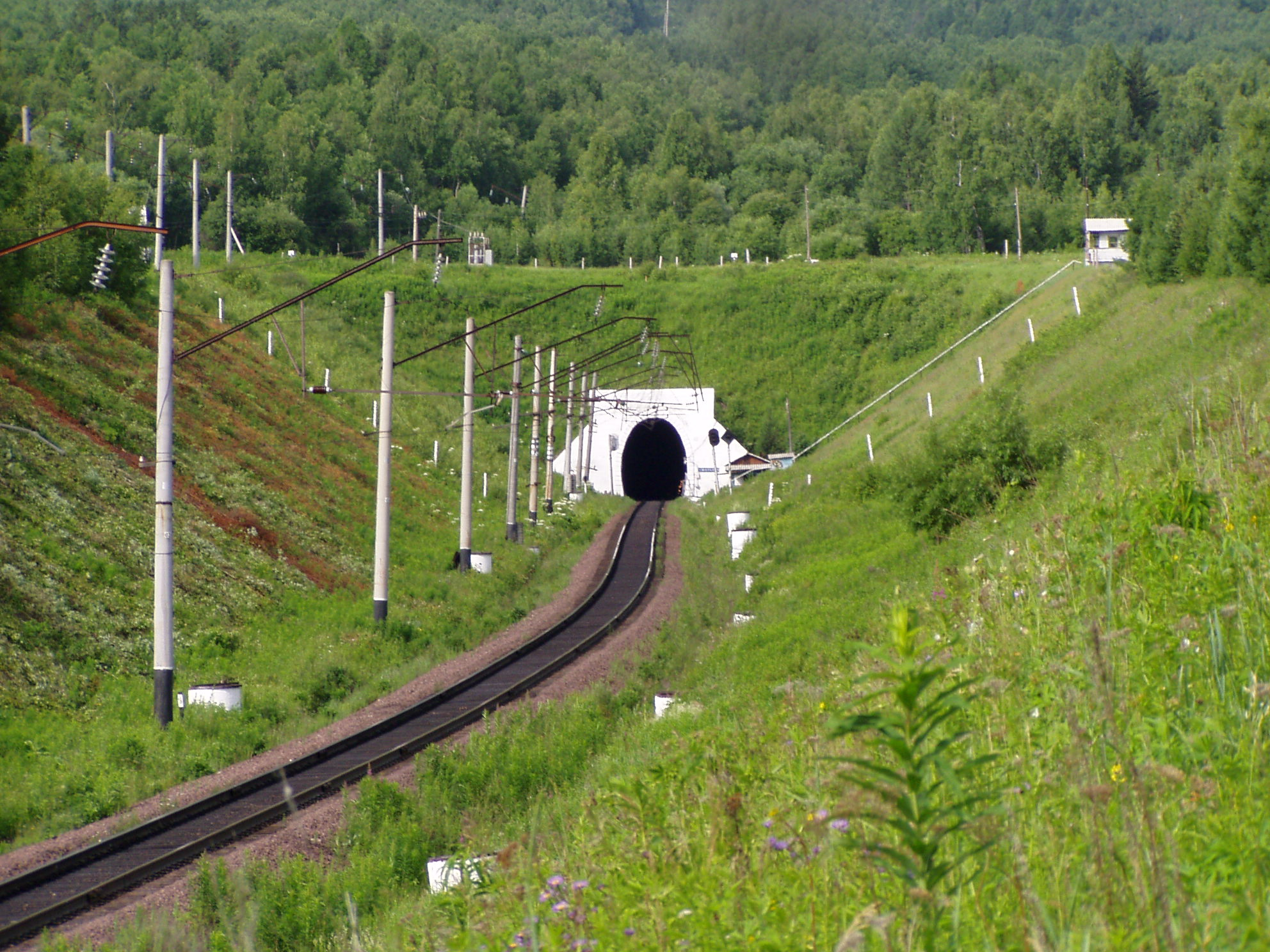
Манский тоннель

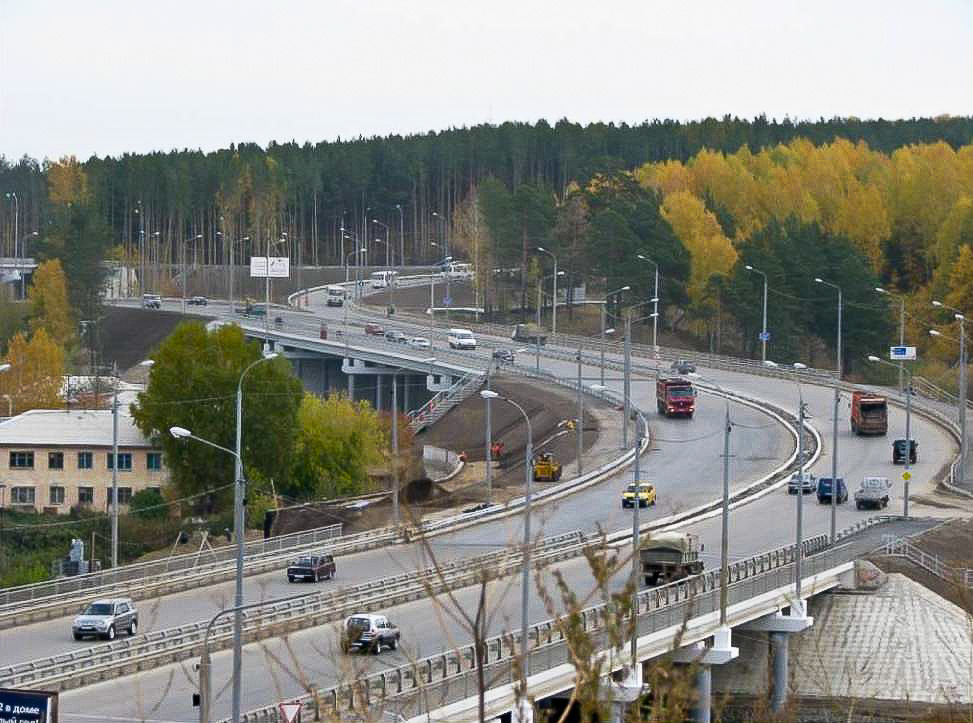
Особая экономическая зона город Томск

- Проект строительства вторых путей на перегонах Карай — Чульжан — Бельсу — Теба и Ирба — Красный Кордон Красноярской железной дороги в рамках проекта «Комплексное развитие участка Междуреченск-Тайшет»
- Проект реконструкции Манского и Крольского тоннелей на участке Абакан — Тайшет Красноярской железной дороги
- Проект комплексной реконструкции участка Карымская — Забайкальск Забайкальской железной дороги
- Проект строительства железнодорожной линии Кызыл-Курагино в увязке с освоением минерально-сырьевой базы Республики Тыва
- Инвестиционный проект «Комплексное развитие Южной Якутии»
- Проект строительства подъездного железнодорожного пути к Эльгинскому месторождению углей
- Проект строительства улично-дорожной сети, образующей транспортную инфраструктуру Особой экономической зоны города Томска.
- Проект строительства транспортной развязки в двух уровнях на пересечении Комсомольского проспекта с улицей Пушкина в г. Томске, 1-2 этап.
- Проект строительства мостового перехода через р. Обь у г. Колпашево в Томской области
- Проект строительства набережной реки Ушайки г. Томске
- Строительство мостового перехода через р. Чулым на автодороге Камаевка-Асино-Первомайское в Томской области
- Проект автодорожный мостов через реку Томь: Северский мост и Коммунальный мост в г. Томске Томской области
- Проект строительства железнодорожной линии Асино — Белый Яр Западно-Сибирской железной дороги Томская область